# Greendale (Wisconsin)
Greendale é uma aldeia localizada no estado norte-americano do Wisconsin, no Condado de Milwaukee.

## Demografia
Segundo o censo norte-americano de 2000, a sua população era de 14.405 habitantes.
Em 2006, foi estimada uma população de 13.791, um decréscimo de 614 (-4.3%).

## Geografia
De acordo com o United States Census Bureau tem uma área de 14,5 km², dos quais 14,5 km² cobertos por terra e 0,0 km² cobertos por água. Greendale localiza-se a aproximadamente 211 m acima do nível do mar.

## Localidades na vizinhança
O diagrama seguinte representa as localidades num raio de 12 km ao redor de Greendale.